# Louis van Heiden Reinestein
Louis graaf van Heiden Reinestein (Zuidlaren, Laarwoud, 11 juli 1809 – aldaar, 2 november 1882) was commissaris des Konings van de provincie Groningen.
Van Heiden Reinestein was zoon van Sigismund Jacques graaf van Heiden Reinestein (1771-1830), die onder meer plaatsvervangend drost en Tweede Kamerlid was. Ook zijn grootvader Sigismund Pierre Alexander graaf van Heiden-Reinestein was drost van het landschap Drenthe. Hij studeerde Romeins en hedendaags recht aan de Hogeschool te Groningen. Werd als vrijwilliger bij de Groninger vrijwillige flankeurs ingezet tijdens de Tiendaagse veldtocht tot 1831. Hij werd nog tijdens zijn studie burgemeester in zijn geboorteplaats. Hij bewoonde de havezate Laarwoud in Zuidlaren. In 1838 werd hij kantonrechter in Assen.
Hij was korte tijd lid van de Drentse Provinciale Staten (1846-1849) en was vervolgens voor het kiesdistrict Assen lid van de Tweede Kamer (1849-1867). In 1867 werd hij benoemd tot commissaris des Konings van Groningen. Hij vervulde deze functie tot zijn overlijden in 1882. Hij overleed ongehuwd.
Van Heiden Reinestein werd meerdere keren onderscheiden, zo was hij commandeur in de Orde van de Eikenkroon (1854), commandeur in de Orde van de Nederlandse Leeuw en grootofficier in de Orde van de Eikenkroon (1873).
- Biografisch Portaal: 03639339
- Digitale Bibliotheek voor de Nederlandse Letteren: heid020
- International Standard Name Identifier: 0000 0003 9044 4635
- Nederlandse Thesaurus van Auteursnamen: 070456704
- Parlement.com: vg09ll1jzjzl
- Virtual International Authority File: 284096287
- WorldCat: E39PBJxWV737bJ4gdBBPjfkv73